# Мирко Алиловић
Мирко Алиловић (Љубушки, 15. септембар 1985) је хрватски рукометни репрезентативац. Игра на позицији голмана. Проглашен је за најбољег спортисту Љубушког 2007. године.